# Barrio antiguo de Zemun
Barrio antiguo de Zemun es el nombre de la parte histórica de Zemun, ubicada en su parte central. Representa un conjunto cultural-histórico de gran importancia y un marco del desarrollo cultural y social de Zemun.

## Historia
En 1717 el ejército de Eugenio de Saboya entró en Zemun, que se convirtió entonces en una parte del Imperio austríaco, bajo cuyo dominio se desarrollaba hasta el año 1918. Su crecimiento continuo y su transformación en un conjunto urbano importante puede analizarse en fases limitadas por algunos acontecimientos políticos. En la primera mitad del siglo XVIII, en el período de la reconstrucción de ese pueblo del carácter oriental antiguo con la mayoría de la población cristiana, Zemun se puebla de nuevo y se desarrolla en una posición inferior con respecto a Belgrado. Esta fase es limitada por la paz de Požarevac y de Belgrado. En la segunda fase, en la segunda mitad del siglo XVIII, Zemun crece y gradualmente se forma el barrio. Esta fase termina en la época de la guerra austro-turca y la napoleónica de los fines del siglo XVIII y principios del XIX. En la tercera fase, durante el siglo XIX y el principio del siglo XX, Zemun se desarrolla dentro de los marcos ya establecidos por el cambio del fondo de la construcción, es decir de la reconstrucción de la herencia, desde la Primera insurrección serbia hasta la Primera Guerra Mundial. La cuarta fase, desde la Primera Guerra Mundial hasta hoy, se caracteriza por la construcción individual en Barrio antiguo de Zemun, que deja de ser una ciudad fronteriza.

## Desarrollo urbano
La aglomeración urbana existente y el fondo de la arquitectura y de la construcción del Barrio antiguo de Zemun representan por sí mismos una fuente para la investigación especial del desarrollo de los métodos de la organización y de la formación del pueblo, de la construcción de los edificios, del uso de los materiales, de la estructura comunal, del diseño estilístico de los edificios, de las características de la arquitectura desde el punto de vista de la función, del uso y del contenido, y en general de la organización espacial de la vida. La herencia arquitectónica, que incluye el fondo físico entero de los edificios, representa una fuente para la investigación de las diferencias sociales y de las infraestructuras de algunos períodos del desarrollo, de las posibilidades sociales, de las especificidades regionales, étnicas y confesionales, del estilo de la época y de la vida. Dichas investigaciones pueden realizarse por los análisis de los restos materiales y de los edificios que se han encontrado allí desde los principios del siglo XVIII. Muchos edificios, sobre todo los de la segunda mitad del siglo XIX, se conservaron en su estado original, mientras que se conservó parcialmente un número pequeño de los edificios del período más antiguo, de las primeras décadas del siglo XVIII, cuando Zemun empezó a formar parte del Imperio austríaco. La cronología de la aparición también se puede determinar parcialmente por los análisis de los edificios solos, de los títulos que se encuentran todavía en ellos, del material que fue usado y del tipo de la construcción. Las tradiciones orales de los habitantes cuyas familias de generación en generación han vivido en esos edificios, los objetos guardados y los inventarios de las casas amplían las fuentes para la investigación. En total, el barrio antiguo de Zemun representa una fuente básica y única, sobre todo para los métodos de la investigación arquitectónicos y artístico-históricos.